# Ferenc Snétberger
Ferenc Snétberger (Salgótarján, 6 febbraio 1957) è un chitarrista ungherese.

## Biografia
Nato da una famiglia di musicisti, prese come modello suo padre, anch'egli chitarrista.
Snétberger ha studiato musica classica e chitarra jazz. Oggi è meglio conosciuto per la sua arte di improvvisare e per il suo superamento dei confini stilistici. La sua musica si ispira alla tradizione rom del suo paese d'origine, alla musica brasiliana e al flamenco, alla chitarra classica e al jazz. Ha realizzato numerosi album come leader, co-leader e sideman ed è stato in tournée in tutta Europa, Giappone, Corea, India e Stati Uniti. 
Nel 1987 forma lo Stendahl Triocon László Dés and Kornél Horváth. 
Nel 1995 ha composto il suo Concerto per chitarra e orchestra, "In Memory of My People", in occasione del cinquantesimo anno dalla fine dell'Olocausto. Ispirato alle melodie della tradizione gitana, il concerto è una potente dichiarazione contro la sofferenza umana. È stato eseguito dallo stesso compositore con orchestre da camera in Ungheria, Italia e Germania e anche presso la sede delle Nazioni Unite di New York (International Holocaust Memorial Day, 2007). 
La collaborazione di Snétbergers con Markus Stockhausen è iniziata nel 1999 con "Landscapes", una suite di duo registrata per l'album "For My People" di Snétbergers, seguito otto anni dopo dall'album "Streams". 
Ferenc Snétberger ha eseguito Luciano Berios Sequenza XI (per chitarra sola) e concerti con orchestra di Vivaldi, Rodrigo e John McLaughlin. Ha anche scritto musica per film e teatro. Nel 2002 Snétberger è stato nominato uomo libero della sua città natale e due anni dopo ha ricevuto l'Ordine al merito ungherese. Nel 2005 è stato insignito del Premio Liszt Ferenc a Budapest, nel 2013 del Prima Díj e nel 2014 del Premio Kossuth.
Nel 2004 Snétberger ha fondato un trio con il leggendario bassista Arild Andersen e il batterista Paolo Vinaccia e l'anno seguente è uscito il loro album di debutto "Nomad". 
Nel 2011, Snétberger ha fondato il Snétberger Musical Talent Center (www.snetbergercenter.org), per l'educazione musicale dei bambini provenienti da contesti svantaggiati.
Il 2016 è stato l'uscita dell'ultimo album da solista di Snétbergers "In Concert" e un anno dopo il nuovo album del Trio Titok con Anders Jormin al basso e il batterista Joey Baron, con l'etichetta ECM Records..        

## Discografia

### Come leader
- Signature (Enja, 1995)
- Samboa (Sentemo, 1991)
- Bajotambo (Sentemo, 1992)
- The Budapest Concert (Enja, 1996)
- Obsession (Tiptoe 1998)
- For My People with the Franz Liszt Chamber Orchestra, Budapest (Enja, 2000)
- Balance (Enja, 2002)
- Joyosa with Markus Stockhausen, Arild Andersen, Patrice Heral (Enja, 2004)
- Nomad with Arild Andersen, Paolo Vinaccia (Enja, 2005)
- Streams with Markus Stockhausen (Enja, 2007)
- In Concert (ECM, 2016)
- Titok (ECM, 2017)